# روح‌الدین ابوطالبی
روح‌الدین ابوطالبی (زاده ۲۵ بهمن ۱۳۳۰ خرم‌آباد) سرتیپ خلبان مک‌دانل داگلاس اف-۴ فانتوم ۲ و گرومن اف-۱۴ تام‌کت نیروی هوایی ارتش جمهوری اسلامی ایران بوده‌است. ابوطالبی در دی ۱۳۴۹ به استخدام نیروی هوایی شاهنشاهی ایران درآمد، در خلال جنگ ایران و عراق از خلبانان نیروی هوایی ارتش جمهوری اسلامی ایران بود و تا خرداد ۱۳۸۰ مشغول فعالیت در بخش‌های مختلف نیروی هوایی بود. وی پیش‌تر ریاست سازمان هواپیمایی کشوری را برعهده داشت.

## زندگی‌نامه

### اعزام به آمریکا
وی در اسفند ۱۳۵۰ پس از گذراندن دوره‌های مقدماتی در تهران، برای ادامهٔ مراحل آموزش به ایالات متحده اعزام شده و در اردیبهشت ۱۳۵۲ به ایران بازگشت. ابوطالبی در پایگاه هوایی رئیسدر ایالت تگزاس با کسب رتبهٔ نخست (شاگرد اول در میان تمامی دانشجویان خلبانی درحال تحصیل در آمریکا) دوره آموزشی را به پایان رساند.

### آغاز پروازهای نظامی
وی پس از بازگشت به کشور، دوره‌های تخصصی جنگنده مک‌دانل داگلاس اف-۴ فانتوم۲ را گذرانده و از سال ۱۳۵۲ تا اوایل ۱۳۵۷ مشغول خدمت در این جنگنده بود. به صورت همزمان، از سال ۱۳۵۵ برای طی دوره‌های تخصصی گرومن اف-۱۴ تامکت به اصفهان منتقل شد. در طول دوره خدمت بر حسب نیاز، با هواپیماهای مختلف نیروی هوایی ایران انجام خدمت کرده‌است.

## سمت‌های اجرایی
- معاون عملیات منطقه هوایی شیراز
- معاون عملیات پایگاه هوایی بوشهر[۶]
- جانشین پایگاه هوایی بوشهر
- فرمانده پایگاه هوایی بوشهر
- فرمانده منطقه هوایی شیراز
- فرمانده منطقه هوایی مهرآباد (با حفظ سمت، فرمانده پایگاه‌های زاهدان و کرمان، فرمانده آشیانه جمهوری اسلامی ایران، رئیس کارخانجات اوج)
- معاون عملیات نیروی هوایی ارتش جمهوری اسلامی ایران
- ریس سازمان هواپیمایی کشوری[۷][۸][۹]
- رئیس مجمع کانون بازنشستگان ارتش

## پروازهای غیرنظامی
پس از پایان پروازهای نظامی و بازنشستگی از خدمت در ارتش، با کسب گواهینامه‌های خلبانی تجاری، با هواپیماهای توپولف ۱۵۴، بویینگ ۷۲۷ و ایرباس ۳۱۰ پروازهای خود را ادامه داده‌است.

## جایزه‌ها و نشان‌های افتخار
این بخش شامل نشان‌ها و جایزه‌های رسمی سرتیپ ابوطالبی است که بر روی لباس همسان او نصب می‌شود، ولی جایزه‌های غیرنظامی و غیررسمی را در برنخواهد گرفت.

### آرم‌ها
| آجا | خلبان F-4 | خلبان F-14 |

### نوار نشان‌ها
|  |  |  |
|  |  |  |

### نام نشان‌ها
| دوره دافوس | دوره علوم استراتژیک |